# Réserve naturelle nationale de la Bassée
 (janvier 2025).
 (janvier 2025).
La mise en forme du texte ne suit pas les recommandations de Wikipédia : il faut le « wikifier ».
Les points d'amélioration suivants sont les cas les plus fréquents. Le détail des points à revoir est peut-être précisé sur la page de discussion.
- Les titres sont pré-formatés par le logiciel. Ils ne sont ni en capitales, ni en gras.
- Le texte ne doit pas être écrit en capitales (les noms de famille non plus), ni en gras, ni en italique, ni en « petit »…
- Le gras n'est utilisé que pour surligner le titre de l'article dans l'introduction, une seule fois.
- L'italique est rarement utilisé : mots en langue étrangère, titres d'œuvres, noms de bateaux, etc.
- Les citations ne sont pas en italique mais en corps de texte normal. Elles sont entourées par des guillemets français : « et ».
- Les listes à puces sont à éviter, des paragraphes rédigés étant largement préférés. Les tableaux sont à réserver à la présentation de données structurées (résultats, etc.).
- Les appels de note de bas de page (petits chiffres en exposant, introduits par l'outil «  Source ») sont à placer entre la fin de phrase et le point final[comme ça].
- Les liens internes (vers d'autres articles de Wikipédia) sont à choisir avec parcimonie. Créez des liens vers des articles approfondissant le sujet. Les termes génériques sans rapport avec le sujet sont à éviter, ainsi que les répétitions de liens vers un même terme.
- Les liens externes sont à placer uniquement dans une section « Liens externes », à la fin de l'article. Ces liens sont à choisir avec parcimonie suivant les règles définies. Si un lien sert de source à l'article, son insertion dans le texte est à faire par les notes de bas de page.
- La présentation des références doit suivre les conventions bibliographiques. Il est recommandé d'utiliser les modèles {{Ouvrage}}, {{Chapitre}}, {{Article}}, {{Lien web}} et/ou {{Bibliographie}}. Le mode d'édition visuel peut mettre en forme automatiquement les références.
- Insérer une infobox (cadre d'informations à droite) n'est pas obligatoire pour parachever la mise en page.

Pour une aide détaillée, merci de consulter Aide:Wikification.
Si vous pensez que ces points ont été résolus, vous pouvez retirer ce bandeau et améliorer la mise en forme d'un autre article.
 (janvier 2025).
Si vous disposez d'ouvrages ou d'articles de référence ou si vous connaissez des sites web de qualité traitant du thème abordé ici, merci de compléter l'article en donnant les références utiles à sa vérifiabilité et en les liant à la section « Notes et références ».
Pour l’article homonyme, voir Bassée (homonymie).
La réserve naturelle nationale de La Bassée (RNN155) est une réserve naturelle nationale située en Île-de-France. Classée en 2002, elle s'étend sur une surface de 854 hectares dans la plaine alluviale de la Bassée, la plus vaste vallée fluviale inondable du bassin versant de la Seine.
L’originalité de cette réserve réside dans la grande diversité de ses paysages, témoins de l’histoire géologique et hydrologique de la Seine. Les milieux humides, tels que les prairies et les roselières, contrastent avec des zones plus sèches, appelées « montilles ». Ces dernières sont des buttes formées par l’accumulation de dépôts sableux au fil des siècles.

## Localisation

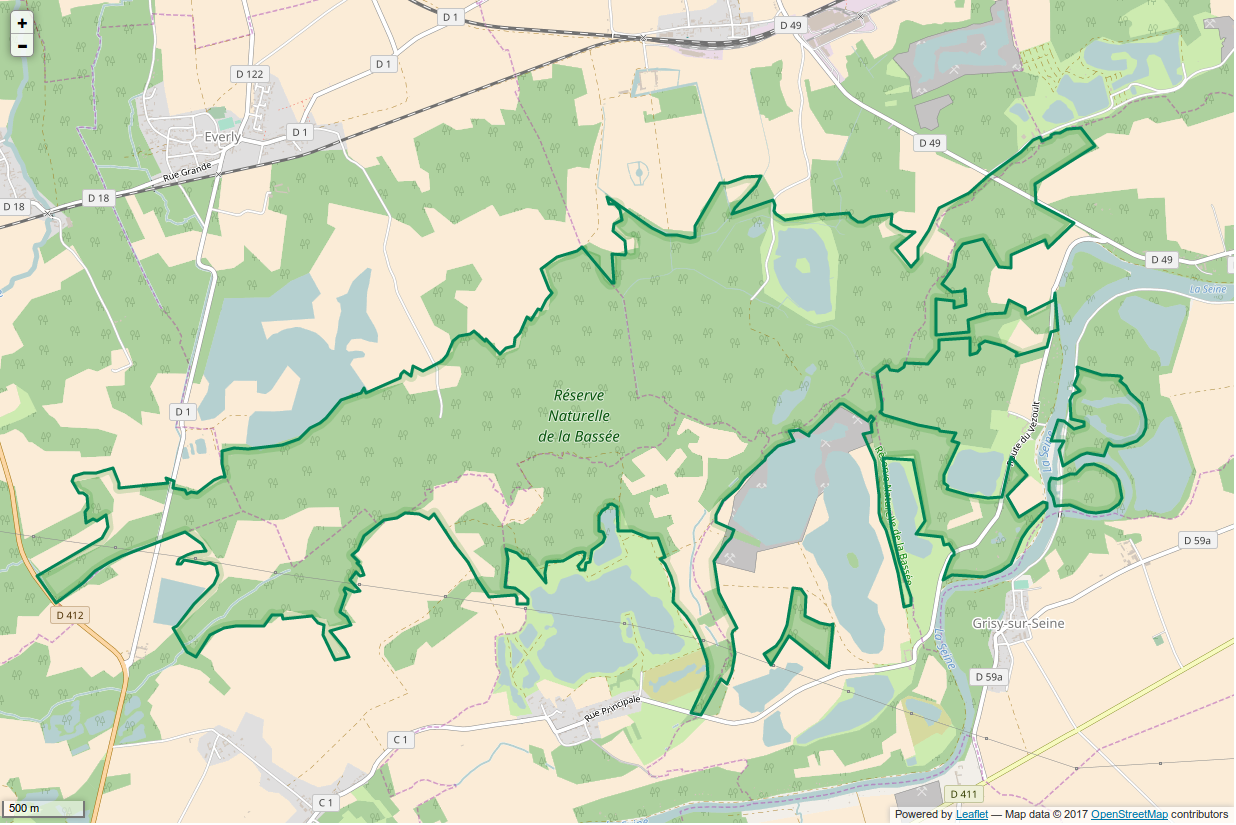
Périmètre de la réserve naturelle.

Le territoire de la réserve naturelle se situe dans le département de Seine-et-Marne. Elle s'étend en bordure de la Seine, sur les communes d'Everly, Gouaix, Grisy-sur-Seine, Jaulnes, Mouy-sur-Seine, Noyen-sur-Seine, et Les Ormes-sur-Voulzie.
La Bassée correspond à un segment de la vallée de la Seine, situé dans une vaste plaine inondable en amont de Paris. Elle s'étend entre la confluence de l'Aube et de la Seine en amont, et celle de la Seine et de l'Yonne en aval.

## Histoire du site et de la réserve
L’introduction de la mécanisation et le développement de l’élevage hors sol ont profondément modifié la physionomie du paysage de la Bassée. À la fin du XXᵉ siècle, les prairies ainsi que les friches arbustives et herbacées ne constituent plus qu’un faible pourcentage de l’occupation des sols, la fauche étant progressivement abandonnée au profit du pâturage intensif et des cultures.
Depuis le début du XXIᵉ siècle, les surfaces agricoles restantes diminuent probablement en raison de l’augmentation des exploitations d’alluvions, qui cèdent la place à des plans d’eau de tailles variées.
Ces profondes modifications de l’occupation des sols entraînent des conflits d’usages. En effet, la Bassée francilienne se caractérise :
Par ses importantes ressources naturelles, notamment grâce à :
- La présence d’aquifères considérables, exploitables pour l’alimentation en eau potable de la région parisienne ;
- D’importants volumes de sables et graviers alluvionnaires, actuellement exploités dans de nombreuses activités industrielles ;
- Des sols alluviaux riches, favorables aux activités agricoles.

Mais également par un grand intérêt écologique, illustré par :
- La présence de la plus grande, et de l’une des dernières, forêts alluviales du Bassin Parisien, dont les limites s’étendent bien au-delà de celles de la réserve naturelle ;
- Un ensemble de prairies et d’ourlets humides particulièrement riches sur les plans floristique et phytoécologique ;
- Un réseau de noues et de milieux palustres d’un très grand intérêt écologique.
- Ces richesses suscitent l’intérêt des naturalistes locaux et des associations seine-et-marnaises, tout en alimentant leurs préoccupations. C’est dans ce contexte que naissent les premiers projets de création d’une réserve naturelle dans la Bassée.

## Écologie (biodiversité, intérêt écopaysager…)[3]
En termes de surfaces, un enjeu primordial concerne les forêts alluviales, dont les végétations d’intérêt représentent 63,4 % de la surface de la réserve. La chênaie-ormaie riveraine des grands fleuves, avec ses faciès de boisements à vigne sauvage, constitue à elle seule 63,1 % de la surface totale de la réserve.
Les prairies humides occupent ensuite une part plus modeste, avec des végétations d’intérêt représentant 1,3 % de la réserve. Elles sont suivies par les mégaphorbiaies, dont les végétations d’intérêt couvrent 0,3 % de la surface de la réserve.
De manière plus ponctuelle ou linéaire, on trouve :
- Les végétations aquatiques, représentant 0,1 % de la surface de la réserve et 3 800 m de noues ;
- Les végétations riveraines, couvrant 0,02 % de la surface de la réserve et 380 m de noues ;
- Les ourlets, qui s’étendent sur 1 800 m.

### Flore

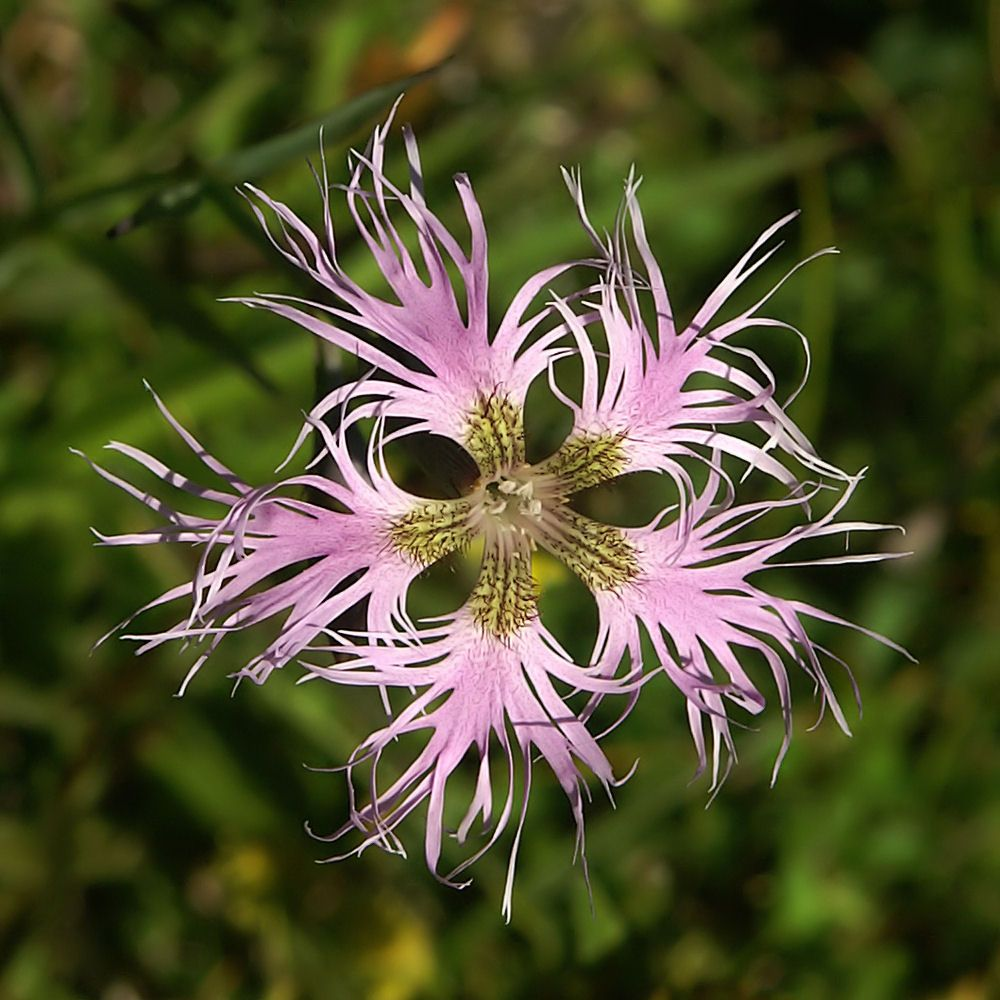
Œillet superbe.

Les données disponibles révèlent une richesse floristique de 634 espèces indigènes et naturalisées, dont 6 espèces subspontanées, représentant 45 % de la flore de l’Île-de-France. Les espèces cultivées n’ont pas été prises en compte.
Parmi les 634 espèces identifiées depuis 1989, il est important de souligner que 42 sont désormais considérées comme disparues ou douteuses, car elles n’ont pas été observées depuis l’ancien plan de gestion en 2004. Ces disparitions sont dues principalement à la destruction ou à la modification de leurs habitats, comme c’est le cas de Stellaria palustris ou Adonis annua.
Enfin, certaines mentions anciennes semblent probablement liées à des erreurs d’identification, notamment pour Utricularia vulgaris, Senecio aquaticus ou Oenanthe fistulosa.

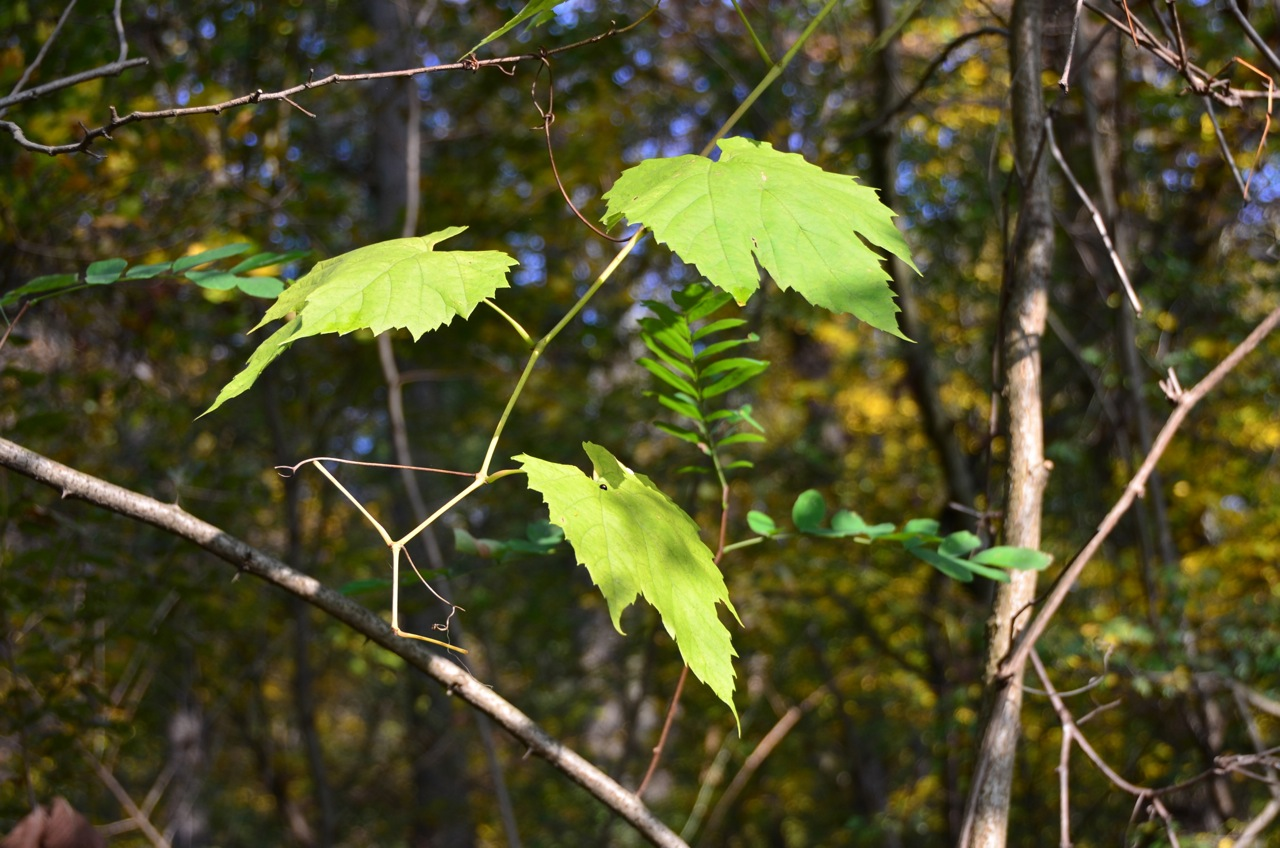
Feuilles de Vigne sauvage.

En revanche, 34 espèces ont été observées pour la première fois depuis 2005. Parmi ces nouvelles espèces, certaines ne sont pas considérées comme rares ; il est donc probable qu’elles aient été omises lors du recensement de la flore en 2004, comme Lychnis flos-cuculi ou Lepidium squamatum.

Cependant, près d’un tiers de ces espèces est classé comme étant au moins vulnérable. Parmi elles, 48 présentent des enjeux de conservation, dont l’Œillet superbe (Dianthus superbus) et la Vigne sauvage (Vitis vinifera subsp. sylvestris). Parmi ces espèces, 5 relèvent d’une responsabilité nationale. Elles se concentrent principalement dans les milieux dits "ouverts", en particulier dans les prairies.

### Oiseaux nicheurs
Au total, 93 espèces d’oiseaux ont niché dans la réserve naturelle entre 1989 et 2015. Durant la période 2005-2015, 10 espèces ont disparu par rapport à la période précédente, tandis que 9 nouvelles espèces ont été détectées.
Les disparitions peuvent être attribuées à la dynamique globale des populations d’espèces au niveau régional et national, comme c’est le cas pour :
- La Grive litorne (Turdus pilaris) ;
- La Pie-grièche grise (Lanius excubitor).

Elles peuvent également résulter de la perte d’habitats favorables à la nidification, notamment pour des espèces pionnières des anciennes gravières telles que :
- L’Hirondelle de rivage (Riparia riparia) ;
- Le Petit Gravelot (Charadrius dubius) ;
- La Sterne pierregarin (Sterna hirundo).

Certaines espèces, comme le Moineau friquet (Passer montanus) et le Moineau domestique (Passer domesticus), ne semblent pas avoir niché dans le périmètre de la réserve mais ont été observées en périphérie. Par ailleurs, le Tarier pâtre (Saxicola torquata) a disparu sans raison apparente, bien qu’il niche encore à proximité.
L’apparition de nouvelles espèces s’explique par un effort accru de prospection et par la progression de certains habitats, tels que les roselières et les saulaies rivulaires, qui sont favorables au Blongios nain (Ixobrychus minutus) et à la Rousserolle turdoïde (Acrocephalus arundinaceus).
Espèces d’intérêt
La réserve naturelle joue un rôle crucial pour 8 espèces :
1. L’Autour des palombes (Accipiter gentilis)
  - La réserve est le seul site de nidification connu en Bassée, accueillant 8 à 11 couples en Île-de-France.
2. La Mésange boréale (Parus montanus)
  - Probablement le bastion de l’espèce dans la Bassée, elle représente environ 20 % de la population régionale, avec 50 à 100 couples en Île-de-France.
3. La Bondrée apivore (Pernis apivorus)
  - Un couple occasionnel dans la réserve et 2-3 territoires occupés en Bassée (7-13 couples en Île-de-France).
4. La Rousserolle turdoïde (Acrocephalus arundinaceus)
  - Un couple dans la réserve, avec 4-5 territoires occupés en Bassée, qui constitue le bastion francilien de l’espèce (7 couples en Île-de-France, selon les années).
5. Le Blongios nain (Ixobrychus minutus)
  - Un couple niche de façon occasionnelle dans la réserve, représentant 20-25 % de la population régionale (15-25 couples en Île-de-France).
6. Le Busard des roseaux (Circus aeruginosus)
  - Un couple occasionnel dans la réserve et 2-3 territoires occupés en Bassée (7-13 couples en Île-de-France).
7. Le Pic mar (Dendrocopos medius)
  - Plusieurs couples présents dans la réserve, bien que la population de cette espèce reste à évaluer avec plus de précision.
8. L’Œdicnème criard (Burhinus oedicnemus)
  - Un couple a niché en 2015. L’espèce est occasionnelle dans la réserve, où peu de sites lui sont favorables. Elle est surtout présente dans les espaces cultivés au sud de la Seine.

### Mammifères
La réserve de la Bassée abrite 29 espèces de mammifères non volants, bien que seulement 15 aient été recensées récemment. À cela s’ajoutent 16 espèces de chauves-souris.

### Reptiles et amphibiens
La réserve accueille 18 espèces de reptiles et d’amphibiens, parmi lesquelles figure l’emblématique Rainette verte arboricole (Hyla arborea).

### Insectes
Odonates (libellules)

50 espèces d’odonates ont été recensées dans la réserve. Depuis 2005, les connaissances sur ce groupe se sont considérablement améliorées : jusqu’en 2004, seules 29 espèces étaient connues, dont 26 avec des données précises. En une décennie, ce nombre a presque doublé, permettant d’estimer que la liste des espèces d’odonates présentes dans la réserve est désormais quasiment exhaustive. Cependant, il reste encore à affiner la répartition détaillée et à confirmer l’autochtonie de certaines espèces au sein de la réserve.
Lépidoptères (papillons)

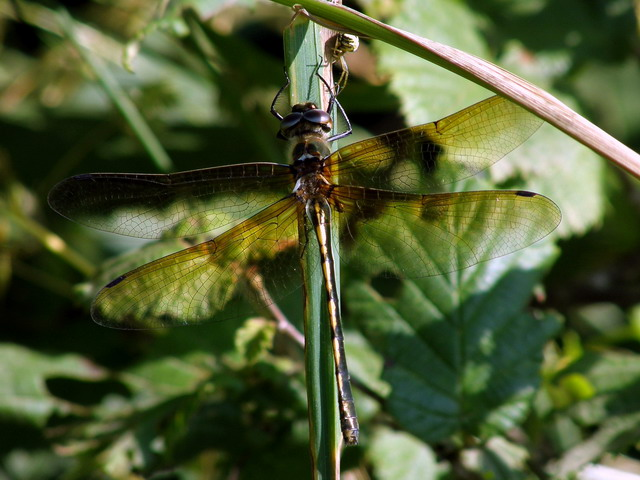
Cordulie à corps fin.

325 espèces de lépidoptères ont été observées :
57 rhopalocères (papillons de jour) ;
268 hétérocères (papillons de nuit).
Pour les hétérocères, la majorité des données provient d’inventaires ciblés, dont la plupart ont été réalisés avant 2005. Cela explique pourquoi près de la moitié des espèces n’a pas été revue depuis cette date. À l’inverse, la connaissance des rhopalocères a considérablement progressé depuis 2005 : seules 34 espèces étaient connues à cette époque.
Orthoptéroïdes (criquets, sauterelles, etc.)
Les orthoptéroïdes ont fait l’objet de prospections ciblées en 2004 et 2012, couvrant les principaux milieux ouverts de la réserve. Ces inventaires ont permis d’identifier un total de 40 espèces.
Coléoptères (insectes aux ailes protégées)
Entre 2006 et 2008, une campagne de piégeage réalisée dans le cadre de l’Atlas de Seine-et-Marne a répertorié 229 espèces de coléoptères, grâce à des pièges d’interception.

### Outils et statut juridique
La réserve naturelle a été créée le 21 octobre 2002.

### Liensexternes
- Site de la réserve naturelle
- Ressources relatives à la géographie :   - Common Database on Designated Areas
  - Inventaire national du patrimoine naturel (espaces protégés)
  - Réserves Naturelles de France
  - World Database on Protected Areas